# Смит, Ларри (кинооператор)
Ларри Смит (англ. Larry Smith; род. Лондон, Англия) — английский кинооператор и кинорежиссёр. Является членом Британского общества кинооператоров.

## Биография
Родился в Лондоне, Англия. Его первой работой в кино стал фильм «Барри Линдон» (1975), режиссёра Стэнли Кубрика, на котором он работал главным осветителем. В том же качестве он выступил на съёмках картины «Сияние», вышедшей в 1980 году. Операторским дебютом Ларри Смита стала последняя картина Стэнли Кубрика «С широко закрытыми глазами» 1999 года. Известен по работе с кинорежиссёрами Николасом Виндингом Рефном, Джоном Майклом Макдонахом и Томом Хупером. В документальном фильме Kubrick Remembered (2014) сыграл самого себя. В качестве режиссёра дебютировал на съёмках фильма Trafficker, где также выступил оператором, сценаристом и продюсером.

## Фильмография

### Режиссер
- 2018 — Trafficker

### Оператор фильмов
- 2023 — Тёмная жатва / Dark Harvest (реж. Дэвид Слейт)
- 2021 — Прощённый / The Forgiven (реж. Джон Майкл Макдонах)
- 2018 — Тау / Tau (реж. Федерико Д’Алессандро)
- 2018 — Trafficker (реж. Ларри Смит)
- 2015 — Человек, который познал бесконечность / The Man Who Knew Infinity (реж. Мэтт Браун)
- 2014 — Голгофа / Calvary (реж. Джон Майкл Макдонах)
- 2013 — Только Бог простит / Only God Forgives (реж. Николас Виндинг Рефн)
- 2013 — Остинленд / Austenland (реж. Джеруша Хесс)
- 2011 — Однажды в Ирландии / The Guard (реж. Джон Майкл Макдонах)
- 2009 — The Blue Mansion (реж. Глен Гоеи)
- 2008 — Бронсон / Bronson (реж. Николас Виндинг Рефн)
- 2004 — Красная пыль / Red Dust (реж. Том Хупер)
- 2003 — Страх «Икс» / Fear X (реж. Николас Виндинг Рефн)
- 2002 — Виртуоз / The Piano Player (реж. Жан-Пьерр Ру)
- 1999 — С широко закрытыми глазами / Eyes Wide Shut (реж. Стэнли Кубрик)

### Оператор сериалов
- 2018 — Алиенист / The Alienist (реж. Дэвид Петрарка) (8-я серия)
- 2016 — Тёмный ангел / Dark Angel (реж. Брайан Персивал)
- 2007 — Мисс Марпл Агаты Кристи / Agatha Christie’s Marple (реж. Николас Виндинг Рефн) (3-й сезон 4-я серия Немезида)
- 2005 — Елизавета I / Elizabeth I (реж. Том Хупер)
- 2003 — Главный подозреваемый 6: Последний свидетель / Prime Suspect 6: The Last Witness (реж. Том Хупер)
- 2001 — Любовь в холодном климате / Love in a Cold Climate (реж. Том Хупер)
- 1999 — Холодные ступни / Cold Feet (реж. Том Хупер) (Два первых эпизода второго сезона)